# Randy Allaire
 (mai 2012).
Si vous disposez d'ouvrages ou d'articles de référence ou si vous connaissez des sites web de qualité traitant du thème abordé ici, merci de compléter l'article en donnant les références utiles à sa vérifiabilité et en les liant à la section « Notes et références ».
Randy Allaire est un chorégraphe américain qui a notamment travaillé avec Michael Jackson et John Travolta.
Randy Allaire est un fondateur de LA DanceForce Inc, fondé en 1992, la société mère de l'EDGE et de LADF Workshop and Competition.
Randy a dansé pour la série Fame, le film Staying Alive, et dans les tournées Bad World Tour et Dangerous World Tour de Michael Jackson.

## Principaux travaux
- 1992-93 : Dangerous World Tour
- 1987-89 : Bad World Tour
- 1987 : Teen Wolf Too
- 1987 : Faerie Tale Theatre
- 1985 : Fame
- 1985 : Girls Just Want to Have Fun
- 1984 : Breakin' 2: Electric Boogaloo
- 1983 : Staying Alive